# Эрмени Сулейман-паша
Эрмени Сулейман-паша, так известен как Дамат Сулейман-паша (1607, Малатья — 28 февраля 1687, Стамбул) — политический деятель Османской империи, армянин по национальности. Великий визирь Османской империи (19 августа 1655 — 28 февраля 1656).

## Биография
Родился в городе Малатья в 1607 году. Учился в школе Эндерун. Позднее служил губернатором Сиваса (1644), Эрзерума (1646) и Хиоса (1647).
Благодаря султану Мехмеду IV был главным визирем Османской империи с 1655 по 1656 год.
После того, как он был отправлен в отставку с должности великого визиря, Эрмени Сулейман-паша был назначен губернатором Боснии (1656), затем был каймакамом Стамбула (1659), губернатором Озю (Очакова) (1660), Стамбула (1665) и Эрзерума (1666—1667).
Был женат на османской принцессе Айше-султан (1605—1657), дочери султана Ахмеда I.
Умер 28 февраля 1687 года в Стамбуле.